# Mom Wellenstein
Edmund Peter (Mom) Wellenstein ('s-Gravenhage, 20 september 1919 — aldaar, 27 februari 2016) was een Europees topambtenaar.

## Jeugdjaren
Wellenstein woonde met zijn ouders in Nederlands-Indië. Tijdens een verblijf in Nederland werd zijn vader zo ziek dat zijn moeder de boot nam om hem achterna te reizen. In het Suezkanaal hoorde zij dat haar man was overleden. Ze haalde haar kinderen naar Nederland. Mom woonde bij een gezin aan de Comeniuslaan in Bussum en ging er naar het Christelijk Gymnasium (nu Willem de Zwijgercollege).

## Oorlogsjaren
Wellenstein studeerde natuurkunde aan de Technische Hogeschool Delft toen de oorlog begon en was betrokken bij de studentenstaking, nadat de schorsing van de Joodse hoogleraren en stafleden op 22 november 1940 bekend werd. Na de staking sloten de Duitsers de hogeschool voor onbepaalde tijd. Op 18 december werd de Sociëteit Phoenix in beslag genomen en het Delftsch Studenten Corps opgeheven.
Wellenstein werd aangegeven, opgepakt en voor twee maanden naar de gevangenis van Scheveningen gebracht. Daarna -in maart 1942- werd hij met ongeveer 100 anderen naar kamp Amersfoort overgeplaatst, waar hij tot het najaar bleef. Het kamp had ongeveer 1000 gevangenen, ondergebracht in drie barakken. Hoewel het een doorgangskamp was, werden veel gevangenen ter plekke ter dood gebracht, waaronder een groep Sovjet krijgsgevangenen in april 1942. Wellenstein overleefde het kamp en werd vrijgelaten. Hij vond 'werk' in Amsterdam en ging door met het verzet.
Wellenstein had zich het lot aangetrokken van de Sovjet krijgsgevangenen in kamp Amersfoort en ervoor gezorgd dat de buitenwereld later van hun executie heeft gehoord. Ze liggen nu begraven op het Sovjet Ereveld in Leusden. In 2004 hield Wellenstein een herdenkingsrede bij het monument in Amersfoort. Bij het "Dagboek uit kamp Amersfoort 1942" van Dirk Willem Folmer schreef hij een voorwoord. In 2013, 70 jaar na dato, publiceerde Wellenstein zijn eigen persoonlijke ervaringen in het kamp in het boek Nummers die een ziel hebben.

## Europese Unie

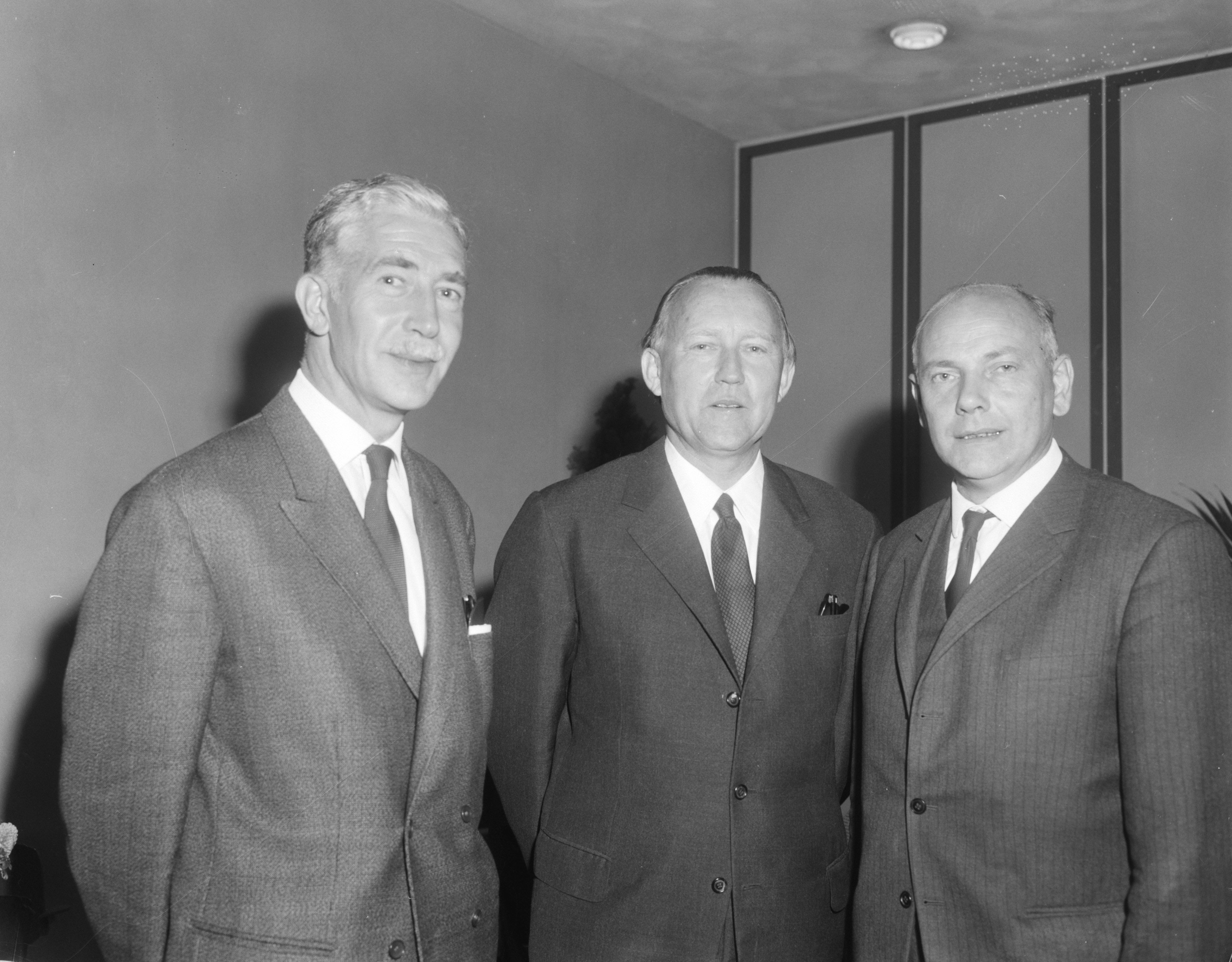
Wellenstein (links) in 1965 op een conferentie voor Energie-voorziening in de Europese Gemeenschap

Na de oorlog ging Wellenstein voor het Ministerie van Buitenlandse Zaken werken en na 1953 voor de Europese Gemeenschap voor Kolen en Staal (EGKS). In 1960 werd hij secretaris-generaal Hoge Autoriteit van de EGKS, totdat op 1 juli 1967 door het Verdrag van Brussel deze functie verdween. Hij bleef voor de opvolger, de Europese Gemeenschap, actief. Op 19 februari 2009 ontving hij voor zijn verdiensten voor Europa in het gebouw van de Eerste Kamer der Staten-Generaal in Den Haag uit handen van Jacques Santer de médaille d'or behorende bij de Prix Mérite Européen.

## Onderscheidingen
- Commandeur in de Orde van Oranje-Nassau (Nederland)
- Grootofficier in de Kroonorde (België)
- Grootofficier in de Orde van de Eikenkroon (Luxemburg)

## Familie
Wellenstein was een zoon van de gelijknamige ir. Edmund Peter Wellenstein (1880-1934), president van de Algemene Rekenkamer en directeur Economische Zaken in Nederlands-Indië, en Johanna Rosina Carolina Elisabeth Andrée Wiltens (1890-1981). Hij trouwde in 1946 met Inga van der Straaten (1922-2011), met wie hij verscheidene kinderen kreeg, onder wie zoon Edmond die zijn zoon ook weer Edmund Pieter (Mom) noemde.